# Vena axilar
En anatomía humana, la vena axilar es un vaso sanguíneo que conduce la sangre de la parte lateral del tórax, axila y miembro superior hacia el corazón. Este vaso es bilateral y se inicia en el margen inferior del músculo redondo mayor al unirse las venas basílica y braquial, y termina en el margen lateral de la primera costilla, sitio donde se convierte en la vena subclavia.
A lo largo de su trayecto es acompañada por la arteria del mismo nombre, la arteria axilar.

## Imágenes adicionales

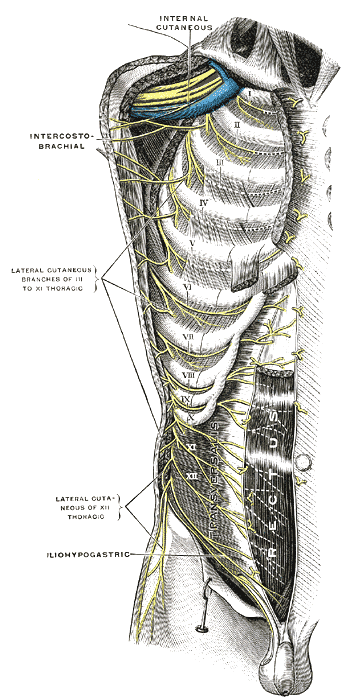
Nervios intercostales, los músculos superficiales se han retirado.